# Phineas Quimby
Pour les articles homonymes, voir Quimby.
Phineas Parkhurst Quimby (16 février 1802 - 16 janvier 1866) est un philosophe américain , magnétiseur et adepte du mesmérisme. Il est principalement connu pour sa théorie de la guérison mentale : les maladies seraient causées par des croyances erronées et un raisonnement juste permettrait d'en guérir. Il est considéré comme le précurseur de la Nouvelle Pensée à laquelle contribueront plusieurs de ses étudiants. Il eut également une influence notable sur Mary Baker Eddy, fondatrice de la Science chrétienne.

## Biographie

### Famille et profession
Phineas Quimby naît le 16 février 1802 à Lebanon dans le New Hampshire. Son père, John Quimby (1765-1827), est forgeron. Sa mère est Susannah Quimby (1768-1827) née White. Sa famille déménage à Belfast dans le Maine en 1804. Il épouse Susannah Burnham Haraden (1808-1875) le 23 décembre 1827, sept jours avant la mort de son père. Le couple mettra au monde 4 enfants.
Phineas Quimby est horloger de profession,. Il invente également une scie circulaire et dépose divers brevets.

### Intérêt pour le mesmérisme

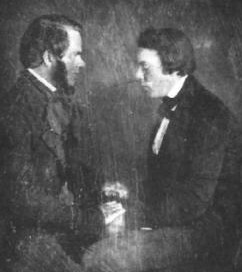
P. Quimby et L. Burkmar (1847)

Quimby s'intéresse également à la philosophie de l'esprit. Il considère que l'esprit est une forme de matière spirituelle et que l'esprit et le corps, bien que de natures différentes, interagissent l'un avec l'autre. À partir de 1838, Phineas Quimby se met à étudier le mesmérisme après avoir assisté à une conférence du mesmériste français Charles Poyen de passage à Belfast (Maine). Un autre mesmériste, le docteur Collyer, pourrait également avoir initié Quimby.
Quimby se découvre un certain don pour le mesmérisme et mène des expérimentations avec l'aide de Lucius Burkmar, un garçon de 17 ans se prétendant capable de diagnostiquer des maladies après être tombé en transe. Ensemble, dans les années 1840, ils font le tour du Maine faisant des démonstrations de mesmérisme. Au cours de celles-ci, Burkmar, en transe, prescrit également des remèdes qui semblent simplistes mais se révèlent étrangement efficaces. Quimby ne peut croire que ceux-ci puissent réellement guérir les maladies diagnostiquées. Il suppose alors que Brukmar ne voit pas réellement au travers du corps de ses patients comme il le prétend, mais est capable en fait de percevoir les croyances de ceux-ci vis-à-vis de leurs propres maladies : les patients seraient alors guéris, non par les remèdes, mais par la confiance qu'ils mettent dans le jeune homme,.

### Théorie de la guérison mentale
Quimby est alors convaincu que la simple foi en la guérison est capable de soigner les maladies. Il en tire comme corollaire que la croyance en la maladie peut également détériorer la santé. Non seulement Quimby considère qu'il existe des maladies psychosomatiques, mais qu'elles le sont toutes sans exception. En réponse à la question « la maladie est-elle une croyance ? », Quimby écrit :
« Je réponds que oui, car un individu est ce qu'il pense être, et il est malade car il le croit. Si je suis malade, je le suis parce que mes sensations sont ma maladie, et ma maladie est ma croyance, et ma croyance est mon mental. C'est ainsi que toute maladie est dans le mental (...) pour guérir une maladie, il faut corriger l'erreur ; et comme la maladie est ce qui suit l'erreur, détruisez la cause et l'effet cessera. »
— Phineas Quimby, Complete Writings, 3:197
Quimby élabore alors une théorie de la guérison mentale : la maladie est due à un mauvais raisonnement et peut être vaincue en dissipant les fausses croyances. Selon lui, en appliquant un processus de raisonnement logique, le praticien peut démontrer la fausseté de la maladie : il communique cette conception « correcte » au patient (oralement ou même par télépathie) ; elle s'impose à celui-ci en raison de la puissance mesmérienne supérieure du praticien, ce qui permet au malade de guérir.
Quimby rejette alors la science médicale de l'époque, qu'il considère comme « une théorie basée sur l'ignorance et la superstition les plus basses ». Il juge les médecins dans l'erreur et incapables de traiter correctement les malades. Ceux-ci aggraveraient même les maladies en poussant leurs patients à croire à la réalité de celles-ci. Il affirme que « neuf dixièmes des malades actuels seraient en bonne santé si la faculté de médecine était annihilée ». Quimby s'en prend également aux prêtres qu'il accuse d'être directement responsables de nombreuses maladies, car ceux-ci les provoqueraient en faisant peur à leurs fidèles et en les culpabilisant.
Il ouvre un bureau à Portland dans le Maine en 1859. Il traite plus de 12 000 personnes dans les huit dernières années de sa vie, utilisant une méthode qu'il appelle « le système Quimby ».

### Considérations métaphysiques
Bien qu'il se montre souvent virulent envers le christianisme traditionnel qu'il rend responsable des maladies et de la misère humaine, Quimby n'est cependant pas opposé à toute pensée religieuse. À partir de sa théorie sur la guérison mentale, il développe peu à peu de nouvelles conceptions métaphysiques. Il considère que l'univers est constitué de matière à divers stades de développement (minéral, végétal, animal), déterminés par une force spirituelle qu'il appelle « Science » ou « révélation de Dieu ». Selon lui, l'humanité doit s'inscrire dans ce processus, s'ouvrir à la « Science » et abandonner les niveaux inférieurs de la matière pour devenir de plus en plus spirituelle. Il considère la femme comme plus éloignée de la matière que l'homme, ce qui fait d'elle un « maître scientiste », le leader logique en matière de développement spirituel. Pour lui, « la femme (ou sagesse) doit conduire l'homme (ou ignorance) à la vérité et au bonheur ».
Lorsque Quimby emploie dans son œuvre le mot « Science », il ne l'entend pas au sens habituel de méthode scientifique, mais lui associe deux idées différentes :
1. la pensée correcte, le raisonnement juste, capable de vaincre les superstitions, et de dissiper les maladies (la « Science » s'entendant ici comme une synthèse de connaissance) ;
2. la révélation divine, voire la divinité elle-même, qui permet à l'homme de progresser.

Selon l'historienne Beryl Satter, Quimby laisse à sa mort « un héritage confus sur les relations entre masculin et féminin, mental et matière, esprit et science ».

## Influences

### Influence sur la Nouvelle Pensée
Quimby attire également de nombreux étudiants qui assistent à ses conférences ou l'aident à mettre ses enseignements par écrit, comme Warren Felt Evans, Annetta Seabury Dresser et Julius Dresser. Plusieurs d'entre eux contribueront de manière significative au mouvement de la Nouvelle Pensée, faisant de Quimby le précurseur de cette école de pensée.

### Influence sur la Science chrétienne
En octobre 1862, Mary Baker Eddy devient une des patientes de Phineas Quimby et s'intéresse également à l'enseignement qu'il dispense. Elle fonde plus tard la Science chrétienne, développant au travers de ses écrits, une théologie qui présente des points communs avec la philosophie de Quimby, particulièrement en ce qui concerne la « croyance erronée » en la maladie et l'influence du mental. L'étendue de l'influence de Quimby sur la Science chrétienne reste cependant sujette à controverse.
En 1862, après avoir fréquenté Quimby, Eddy soutient publiquement son approche en rédigeant un article publié par le Portland Evening Courier. Elle affirme voir « le grand principe qui sous-tend la foi et les œuvres du Dr. Quimby (...) À l'erreur de considérer la matière intelligente et de placer la douleur là où elle ne se trouve pas, Quimby oppose cette vérité qui, si elle est comprise, permet à l'organisme de retrouver son activité normale (...) Que cette science puisse être démontrée, apparaît clairement à l'esprit des patients qui réfléchissent au processus de leur guérison ».
Eddy s'écarte cependant par la suite de l'enseignement de Quimby. Elle condamne alors tout recours à l'hypnose et considère la guérison mentale possible au travers de la foi au Christ et non pas comme le résultat d'une pensée correcte. Elle rejette également le dualisme matière/esprit cher à Quimby : elle écrit que « tout est l'Esprit infini et sa manifestation infinie, car Dieu est Tout-en-tout. L'Esprit est la Vérité immortelle, la matière est une erreur mortelle ».
De son côté, George, fils de Phineas Quimby et son ardent défenseur, rejette catégoriquement tout lien : « la religion que [Mme Eddy] enseigne est certainement la sienne, pour laquelle je ne suis guère reconnaissant ; car je serais peu disposé de finir mes jours en ayant le sentiment que mon père était lié de quelque manière que ce soit à la Science chrétienne. Dans la guérison des malades [selon la méthode Quimby], la religion n'avait aucune part. Il n'y avait pas de prières, ni de demande d'aide à Dieu ou à une autre divinité. Il soignait grâce à sa sagesse. »
Pour l'historien Karl Holl, « ce qui la [Mary Baker Eddy] liait à Quimby était la conviction que toute maladie tirait son origine du mental, et qu'en conséquence le processus de guérison devait avoir lieu au travers de l'influence mentale. Mais sa foi puritaine en Dieu la séparait de Quimby dès le début. »

#### Écrits de Phineas Quimby
- (en) Horatio W. Dresser, The Quimby Manuscripts, Thomas Y. Crowell Co., 1921  (ISBN 0-766-14052-0)
- (en) M. A. Clark, The Healing Wisdom of Dr. P.P. Quimby: Selected Notes from the Dresser and Collie Compilations of the Quimby Manuscripts, Frontal Lobe, Los Altos, 1982  (ISBN 0-931-40002-3)
- (en) Phineas Quimby, The Complete Writings: Vol 1, Marina Del Rey, CA: DeVorss & Co., 1988  (ISBN 0-875-16600-8)
- (en) Phineas Quimby, The Complete Writings: Vol 2, Marina Del Rey, CA: DeVorss & Co., 1988  (ISBN 0-875-16601-6)
- (en) Phineas Quimby, The Complete Writings: Vol 3, Marina Del Rey, CA: DeVorss & Co., 1988  (ISBN 0-875-16602-4)

#### Autres références
- (en) Beryl Satter, Each Mind a Kingdom, University of California Press, 1997, 388 pages  (ISBN 0520229274)
- (en) Stewart W. Holmes, Phineas Parkhurst Quimby: Scientist of Transcendentalism, The New England Quarterly, Vol. 17, No. 3, septembre 1994, pages 356-380
- (en) C. L. Albanese, Physic and Metaphysic in Nineteenth-Century America: Medical Sectarians and Religious Healing, Church History, Vol. 55, No. 4, décembre 1986, pages 489-502
- (en) Craig J. Hazen, Science Never Fails : Popular Science and the Emergence of American Metaphysical Religion, Simon Greenleaf University [lire en ligne]